# Natação nos Jogos Olímpicos de Verão de 2004
A natação nos Jogos Olímpicos de Verão de 2004 foram realizados na cidade de Atenas, na Grécia. Todas as provas se realizaram no Centro Aquático Olímpico num total de 32 eventos.

## Eventos da natação
Masculino: 50 m livre | 100 m livre | 200 m livre | 400 m livre | 1500 m livre | 100 m costas | 200 m costas | 100 m peito | 200 m peito | 100 m borboleta | 200 m borboleta | 200 m medley | 400 m medley | 4x100 m livre | 4x200 m livre | 4x100 m medley

Feminino: 50 m livre | 100 m livre | 200 m livre | 400 m livre | 800 m livre | 100 m costas | 200 m costas | 100 m peito | 200 m peito | 100 m borboleta | 200 m borboleta | 200 m medley | 400 m medley | 4x100 m livre | 4x200 m livre | 4x100 m medley

## Masculino

### 50 m livre masculino
| Pos. | País           | Atletas         |
| ---- | -------------- | --------------- |
|      | Estados Unidos | Gary Hall Jr.   |
|      | Croácia        | Duje Draganja   |
|      | África do Sul  | Roland Schoeman |

Final:
1. USA Gary Hall Jr., 21.93
2. CRO Duje Draganja, 21.94
3. RSA Roland Schoeman, 22.02
4. SWE Stefan Nystrand, 22.08
5. USA Jason Lezak, 22.11
6. AUS Brett Hawke, 22.18
7. UKR Oleksandr Volynets, 22.26
8. ALG Salim Iles, 22.37

### 100 m livre masculino
| Pos. | País          | Atletas                   |
| ---- | ------------- | ------------------------- |
|      | Países Baixos | Pieter van den Hoogenband |
|      | África do Sul | Roland Schoeman           |
|      | Austrália     | Ian Thorpe                |

Final:
1. NED Pieter van den Hoogenband, 48.17
2. RSA Roland Schoeman, 48.23
3. AUS Ian Thorpe, 48.56
4. RSA Ryk Neethling, 48.63
5. ITA Filippo Magnini, 48.99
6. CRO Duje Draganja, 49.23
7. ALG Salim Iles, 49.30
8. RUS Andrey Kapralov, 49.30

### 200 m livre masculino
| Pos. | País           | Atletas                   |
| ---- | -------------- | ------------------------- |
|      | Austrália      | Ian Thorpe                |
|      | Países Baixos  | Pieter van den Hoogenband |
|      | Estados Unidos | Michael Phelps            |

Final:
1. AUS Ian Thorpe, 1:44.71 (OR)
2. NED Pieter van den Hoogenband, 1:45.23
3. USA Michael Phelps, 1:45.32 (AM)
4. USA Klete Keller, 1:46.13
5. AUS Grant Hackett, 1:46.56
6. CAN Rick Say, 1:47.55
7. GBR Simon Burnett, 1:48.02
8. ITA Emiliano Brembilla, 1:48.40

### 400 m livre masculino
| Pos. | País           | Atletas       |
| ---- | -------------- | ------------- |
|      | Austrália      | Ian Thorpe    |
|      | Austrália      | Grant Hackett |
|      | Estados Unidos | Klete Keller  |

Final:
1. AUS Ian Thorpe, 3:43.10
2. AUS Grant Hackett, 3:43.36
3. USA Klete Keller, 3:44.11 (AM)
4. USA Larsen Jensen, 3:46.08
5. ITA Massimiliano Rosolino, 3:46.25
6. RUS Yuri Prilukov, 3:46.69
7. GRE Spyridon Gianniotis, 3:48.77
8. JPN Takeshi Matsuda, 3:48.96 (AS)

### 1500 m livre masculino
| Pos. | País           | Atletas       |
| ---- | -------------- | ------------- |
|      | Austrália      | Grant Hackett |
|      | Estados Unidos | Larsen Jensen |
|      | Reino Unido    | David Davies  |

Final:
1. AUS Grant Hackett, 14:43.40
2. USA Larsen Jensen, 14:45.29
3. GBR David Davies, 14:45.95
4. RUS Yuri Prilukov, 14:52.48
5. GRE Spyridon Gianniotis, 15:03.69
6. GBR Graeme Smith, 15:09.71
7. ROM Dragos Coman, 15:10.21
8. AUS Craig Stevens, 15:13.66

### 100 m costas masculino
| Pos. | País           | Atletas       |
| ---- | -------------- | ------------- |
|      | Estados Unidos | Aaron Peirsol |
|      | Áustria        | Markus Rogan  |
|      | Japão          | Tomomi Morita |

Final:
1. USA Aaron Peirsol, 54.06
2. AUT Markus Rogan, 54.35
3. JPN Tomomi Morita, 54.36 (AS)
4. USA Lenny Krayzelburg, 54.38
5. AUS Matt Welsh, 54.52
6. HUN Laszlo Cseh, 54.61
7. GER Steffen Driesen, 54.63
8. GER Marco di Carli, 55.27

### 200 m costas masculino
| Pos. | País           | Atletas       |
| ---- | -------------- | ------------- |
|      | Estados Unidos | Aaron Peirsol |
|      | Áustria        | Markus Rogan  |
|      | Roménia        | Răzvan Florea |

Final:
1. USA Aaron Peirsol, 1:54.95 (OR)
2. AUT Markus Rogan, 1:57.35
3. ROM Răzvan Florea, 1:57.56
4. GBR James Goddard, 1:57.76
5. JPN Tomomi Morita, 1:58.40 (AS)
6. FRA Simon Dufour, 1:58.49
7. GBR Gregor Tait, 1:59.28
8. SLO Blaz Medvesek, 2:00.06

### 100 m peito masculino
| Pos. | País           | Atletas         |
| ---- | -------------- | --------------- |
|      | Japão          | Kosuke Kitajima |
|      | Estados Unidos | Brendan Hansen  |
|      | França         | Hugues Duboscq  |

Final:
1. JPN Kosuke Kitajima, 1:00.08
2. USA Brendan Hansen, 1:00.25
3. FRA Hugues Duboscq, 1:00.88
4. USA Mark Gangloff, 1:01.17
5. KAZ Vladislav Polyakov, 1:01.34
6. GBR James Gibson, 1:01.36
7. GBR Darren Mew, 1:01.66
8. UKR Oleg Lisogor, 1:02.42

### 200 m peito masculino
| Pos. | País           | Atletas         |
| ---- | -------------- | --------------- |
|      | Japão          | Kosuke Kitajima |
|      | Hungria        | Dániel Gyurta   |
|      | Estados Unidos | Brendan Hansen  |

Final:
1. JPN Kosuke Kitajima, 2:09.44 (OR)
2. HUN Dániel Gyurta, 2:10.80
3. USA Brendan Hansen, 2:10.87
4. ITA Paolo Bossini, 2:11.20
5. KAZ Vladislav Polyakov, 2:11.76
6. CAN Mike Brown, 2:11.94
7. USA Scott Usher, 2:11.95

-  AUS Jim Piper, DSQ

### 100 m borboleta masculino
| Pos. | País           | Atletas         |
| ---- | -------------- | --------------- |
|      | Estados Unidos | Michael Phelps  |
|      | Estados Unidos | Ian Crocker     |
|      | Ucrânia        | Andriy Serdinov |

Final:
1. USA Michael Phelps, 51.25 (OR)
2. USA Ian Crocker, 51.29
3. UKR Andriy Serdinov, 51.36 (RE)
4. GER Thomas Rupprath, 52.27
5. RUS Igor Marchenko, 52.32
6. BRA Gabriel Mangabeira, 52.34
7. CRO Duje Draganja, 52.46
8. AUS Geoffrey Huegill, 52.56

### 200 m borboleta masculino
| Pos. | País           | Atletas          |
| ---- | -------------- | ---------------- |
|      | Estados Unidos | Michael Phelps   |
|      | Japão          | Takashi Yamamoto |
|      | Reino Unido    | Stephen Parry    |

Final:
1. USA Michael Phelps, 1:54.04 (OR)
2. JPN Takashi Yamamoto, 1:54.56 (AS)
3. GBR Stephen Parry, 1:55.52
4. POL Paweł Korzeniowski, 1:56.00
5. ROM Ioan Gherghel, 1:56.10
6. CHN Peng Wu, 1:56.28
7. RUS Nikolay Skvortsov, 1:57.14
8. USA Tom Malchow, 1:57.48

### 200 m medley masculino
| Pos. | País              | Atletas        |
| ---- | ----------------- | -------------- |
|      | Estados Unidos    | Michael Phelps |
|      | Estados Unidos    | Ryan Lochte    |
|      | Trinidad e Tobago | George Bovell  |

Final:
1. USA Michael Phelps, 1:57.14 (OR)
2. USA Ryan Lochte, 1:58.78
3. TRI George Bovell, 1:58.80
4. HUN Laszlo Cseh, 1:58.84
5. BRA Thiago Pereira, 2:00.11
6. JPN Takahiro Mori, 2:00.60
7. LTU Vytautas Janusaitis, 2:01.28
8. JPN Jiro Miki, 2:02.16

### 400 m medley masculino
| Pos. | País           | Atletas        |
| ---- | -------------- | -------------- |
|      | Estados Unidos | Michael Phelps |
|      | Estados Unidos | Erik Vendt     |
|      | Hungria        | Laszlo Cseh    |

Final:
1. USA Michael Phelps, 4:08.26 (WR)
2. USA Erik Vendt, 4:11.81
3. HUN Laszlo Cseh, 4:12.15
4. ITA Alessio Boggiatto, 4:12.28
5. TUN Oussama Mellouli, 4:14.49 (AF)
6. GRE Ioannis Kokkodis, 4:18.60
7. JPN Jiro Miki, 4:19.97
8. AUS Travis Nederpelt, 4:20.08

### 4x100 m livre masculino
| Pos. | País           | Atletas                                                                   |
| ---- | -------------- | ------------------------------------------------------------------------- |
|      | África do Sul  | Roland Schoeman Lyndon Ferns Darian Townsend Ryk Neethling                |
|      | Países Baixos  | Johan Kenkhuis Mitja Zastrow Klaas-Erik Zwering Pieter van den Hoogenband |
|      | Estados Unidos | Ian Crocker Michael Phelps Neil Walker Jason Lezak                        |

Final:
1. África do Sul (Roland Schoeman, Lyndon Ferns, Darian Townsend, Ryk Neethling), 3:13.17 (WR)
2. Países Baixos (Johan Kenkhuis, Mitja Zastrow, Klaas-Erik Zwering, Pieter van den Hoogenband), 3:14.36
3. Estados Unidos (Ian Crocker, Michael Phelps, Neil Walker, Jason Lezak), 3:14.62
4. Rússia (Andrey Kapralov, Evgeny Lagunov, Denis Pimankov, Alexander Popov), 3:15.75
5. Itália (Lorenzo Vismara, Filippo Magnini, Michele Scarica, Christian Galenda), 3:15.75
6. Austrália (Michael Klim, Todd Pearson, Eamon Sullivan, Ian Thorpe), 3:15.77
7. França: Romain Barnier, Julien Sicot, Fabien Gilot, Frédérick Bousquet, 3:16.23
8. Alemanha (Jens Schreiber, Lars Conrad, Torsten Spanneberg, Stefan Herbst), 3:17.18

### 4x200 m livre masculino
| Pos. | País           | Atletas                                                                 |
| ---- | -------------- | ----------------------------------------------------------------------- |
|      | Estados Unidos | Michael Phelps Ryan Lochte Peter Vanderkaay Klete Keller                |
|      | Austrália      | Grant Hackett Michael Klim Nicholas Sprenger Ian Thorpe                 |
|      | Itália         | Emiliano Brembilla Massimiliano Rosolino Simone Cercato Filippo Magnini |

Final:
1. Estados Unidos (Michael Phelps, Ryan Lochte, Peter Vanderkaay, Klete Keller), 7:07.33 (RN)
2. Austrália (Grant Hackett, Michael Klim, Nicholas Sprenger, Ian Thorpe), 7:07.46
3. Itália (Emiliano Brembilla, Massimiliano Rosolino, Simone Cercato, Filippo Magnini), 7:11.83
4. Reino Unido (Simon Burnett, Gavin Meadows, David O Brien, Ross Davenport), 7:12.60
5. Canadá (Brent Hayden, Brian Johns, Andrew Hurd, Rick Say), 7:13.33
6. Alemanha (Jens Schreiber, Heiko Hell, Lars Conrad, Christian Keller), 7:16.51
7. França (Amaury Leveaux, Fabien Horth, Nicolas Kintz, Nicolas Rostoucher), 7:17.43
8. Grécia  (Apostolos Antonopoulos, Dimitrios Manganas, Andreas Zisimos, Nikolaos Xylouris), 7:23.02

### 4x100 m medley masculino
| Pos. | País           | Atletas                                                          |
| ---- | -------------- | ---------------------------------------------------------------- |
|      | Estados Unidos | Aaron Peirsol Brendan Hansen Ian Crocker Jason Lezak             |
|      | Alemanha       | Steffen Driesen Jens Kruppa Thomas Rupprath Lars Conrad          |
|      | Japão          | Tomomi Morita Kosuke Kitajima Takashi Yamamoto Yoshihiro Okumura |

Final:
1. Estados Unidos (Aaron Peirsol, Brendan Hansen, Ian Crocker, Jason Lezak), 3:30.68 (WR)
2. Alemanha (Steffen Driesen, Jens Kruppa, Thomas Rupprath, Lars Conrad), 3:33.62 RE
3. Japão (Tomomi Morita, Kosuke Kitajima, Takashi Yamamoto, Yoshihiro Okumura), 3:35.22 (AS)
4. Rússia (Arkady Vyatchanin, Roman Sludnov, Igor Marchenko, Alexander Popov), 3:35.91
5. França (Simon Dufour, Hugues Duboscq, Franck Esposito, Frederick Bousquet), 3:36.57
6. Ucrânia (Pavlo Illichov, Oleg Lisogor, Andriy Serdinov, Yuriy Yegoshin), 3:36.87
7. Hungria (Laszlo Cseh, Richard Bodor, Zsolt Gaspar, Attila Zubor), 3:37.46
8. Reino Unido (Gregor Tait, James Gibson, James Hickman, Matthew Kidd) 3:37.77

## Feminino

### 50 m livre feminino
| Pos. | País          | Atletas        |
| ---- | ------------- | -------------- |
|      | Países Baixos | Inge de Bruijn |
|      | França        | Malia Metella  |
|      | Austrália     | Libby Lenton   |

Final:
1. NED Inge de Bruijn, 24.58
2. FRA Malia Metella, 24.89
3. AUS Libby Lenton, 24.91
4. SWE Therese Alshammar, 24.93
5. USA Kara Lynn Joyce, 25.00
6. AUS Michelle Engelsman, 25.06
7. USA Jenny Thompson, 25.11
8. BRA Flávia Delaroli, 25.20

### 100 m livre feminino
| Pos. | País           | Atletas          |
| ---- | -------------- | ---------------- |
|      | Austrália      | Jodie Henry      |
|      | Países Baixos  | Inge de Bruijn   |
|      | Estados Unidos | Natalie Coughlin |

Final:
1. AUS Jodie Henry, 53.84
2. NED Inge de Bruijn, 54.16
3. USA Natalie Coughlin, 54.40
4. FRA Malia Metella, 54.50
5. USA Kara Lynn Joyce, 54.54
6. GRE Nery Mantey Niangkouara, 54.81
7. SVK Martina Moravcova, 55.12
8. BLR Alena Popchanka, 55.24

### 200 m livre feminino
| Pos. | País    | Atletas             |
| ---- | ------- | ------------------- |
|      | Roménia | Camelia Potec       |
|      | Itália  | Federica Pellegrini |
|      | França  | Solenne Figues      |

Final:
1. ROM Camelia Potec, 1:58.03
2. ITA Federica Pellegrini, 1:58.22
3. FRA Solenne Figues, 1:58.45
4. POL Paulina Barzycka, 1:58.62
5. GER Franziska van Almsick, 1:58.88
6. USA Dana Vollmer, 1:58.98
7. CHN Jiaying Pang, 1:59.16
8. SWE Josefin Lillhage, 1:59.20

### 400 m livre feminino
| Pos. | País           | Atletas            |
| ---- | -------------- | ------------------ |
|      | França         | Laure Manaudou     |
|      | Polónia        | Otylia Jędrzejczak |
|      | Estados Unidos | Kaitlin Sandeno    |

Final:
1. FRA Laure Manaudou, 4:05.34 (RE)
2. POL Otylia Jędrzejczak, 4:05.84
3. USA Kaitlin Sandeno, 4:06.19
4. ROM Camelia Potec, 4:06.34
5. JPN Ai Shibata, 4:07.51
6. JPN Sachiko Yamada, 4:10.91
7. AUS Linda Mackenzie, 4:10.92
8. GBR Rebecca Cooke, 4:11.35

### 800 m livre feminino
| Pos. | País           | Atletas        |
| ---- | -------------- | -------------- |
|      | Japão          | Ai Shibata     |
|      | França         | Laure Manaudou |
|      | Estados Unidos | Diana Munz     |

Final:
1. JPN Ai Shibata, 8:24.54
2. FRA Laure Manaudou, 8:24.96
3. USADiana Munz, 8:26.61
4. USA Kalyn Keller, 8:26.97
5. ESP Erika Villaecija, 8:29.04
6. GBR Rebecca Cooke, 8:29.37
7. GER Jana Henke, 8:33.95
8. ROM Simona Paduraru, 8:37.02

### 100 m costas feminino
| Pos. | País           | Atletas          |
| ---- | -------------- | ---------------- |
|      | Estados Unidos | Natalie Coughlin |
|      | Zimbabwe       | Kirsty Coventry  |
|      | França         | Laure Manaudou   |

Final:
1. USA Natalie Coughlin, 1:00.37
2. ZIM Kirsty Coventry, 1:00.50 (AF)
3. FRA Laure Manaudou, 1:00.88
4. JPN Reiko Nakamura, 1:01.05
5. ESP Nina Zhivanevskaya, 1:01.12
6. GER Antje Buschschulte, 1:01.39
7. DEN Louise Oernstedt, 1:01.51
8. USA Haley Cope, 1:01.76

### 200 m costas feminino
| Pos. | País     | Atletas             |
| ---- | -------- | ------------------- |
|      | Zimbabwe | Kirsty Coventry     |
|      | Rússia   | Stanislava Komarova |
|      | Japão    | Reiko Nakamura      |

Final:
1. ZIM Kirsty Coventry, 2:09.19 (AF)
2. RUS Stanislava Komarova, 2:09.72
3. JPN Reiko Nakamura, 2:09.88
4. GER Antje Buschschulte, 2:09.88
5. USA Margaret Hoelzer 2:10.70
6. DEN Louise Oernstedt, 2:11.15
7. GBR Katy Sexton, 2:12.11
8. JPN Aya Terakawa, 2:12.90

### 100 m peito feminino
| Pos. | País      | Atletas       |
| ---- | --------- | ------------- |
|      | China     | Luo Xuejuan   |
|      | Austrália | Brooke Hanson |
|      | Austrália | Leisel Jones  |

Final:
1. CHN Xuejuan Luo, 1:06.64 (OR)
2. AUS Brooke Hanson, 1:07.15
3. AUS Leisel Jones, 1:07.16
4. USA Amanda Beard, 1:07.44
5. GER Sarah Poewe, 1:07.53
6. USA Tara Kirk, 1:07.59
7. UKR Svitlana Bondarenko, 1:08.19

-  CHN Hui Qi DSQ

### 200 m peito feminino
| Pos. | País           | Atletas      |
| ---- | -------------- | ------------ |
|      | Estados Unidos | Amanda Beard |
|      | Austrália      | Leisel Jones |
|      | Alemanha       | Anne Poleska |

Final:
1. USA Amanda Beard, 2:23.37
2. AUS Leisel Jones, 2:23.60
3. GER Anne Poleska, 2:25.82
4. JPN Masami Tanaka, 2:25.87
5. HUN Ágnes Kovács, 2:26.12
6. CHN Hui Qi, 2:26.35
7. AUT Mirna Jukic, 2:26.36
8. AUS Brooke Hanson, 2:26.39

### 100 m borboleta feminino
| Pos. | País          | Atletas            |
| ---- | ------------- | ------------------ |
|      | Austrália     | Petria Thomas      |
|      | Polónia       | Otylia Jędrzejczak |
|      | Países Baixos | Inge de Bruijn     |

Final:
1. AUS Petria Thomas, 57.72
2. POL Otylia Jędrzejczak, 57.84
3. NED Inge de Bruijn, 57.99
4. AUS Jessicah Schipper, 58.22
5. USA Jenny Thompson, 58.72
6. SVK Martina Moravcova, 58.96
7. BLR Alena Popchanka, 59.06
8. JPN Junko Onishi, 59.83

### 200 m borboleta feminino
| Pos. | País      | Atletas            |
| ---- | --------- | ------------------ |
|      | Polónia   | Otylia Jędrzejczak |
|      | Austrália | Petria Thomas      |
|      | Japão     | Yuko Nakanishi     |

Final:
1. POL Otylia Jędrzejczak, 2:06.05
2. AUS Petria Thomas, 2:06.36
3. JPN Yuko Nakanishi, 2:08.04
4. USA Kaitlin Sandeno, 2:08.18
5. AUS Felicity Galvez, 2:09.28
6. DEN Mette Jacobsen, 2:10.01
7. ITA Paola Cavallino, 2:10.14
8. HUN Eva Risztov, 2:10.58

### 200 m medley feminino
| Pos. | País           | Atletas         |
| ---- | -------------- | --------------- |
|      | Ucrânia        | Yana Klochkova  |
|      | Estados Unidos | Amanda Beard    |
|      | Zimbabwe       | Kirsty Coventry |

Final:
1. UKR Yana Klochkova, 2:11.14
2. USA Amanda Beard, 2:11.70 (AM)
3. ZIM Kirsty Coventry, 2:12.72 (AF)
4. HUN Ágnes Kovács, 2:13.58
5. GER Teresa Rohmann, 2:13.70
6. AUS Lara Carroll, 2:13.74
7. USA Katie Hoff, 2:13.97
8. ROM Beatrice Caslaru, 2:15.40

### 400 m medley feminino
| Pos. | País           | Atletas          |
| ---- | -------------- | ---------------- |
|      | Ucrânia        | Yana Klochkova   |
|      | Estados Unidos | Kaitlin Sandeno  |
|      | Argentina      | Georgina Bardach |

Final:
1. UKR Yana Klochkova, 4:34.83
2. USA Kaitlin Sandeno, 4:34.95 (AM)
3. ARG Georgina Bardach, 4:37.51
4. HUN Eva Risztov, 4:39.29
5. BRA Joanna Maranhão, 4:40.00
6. GER Nicole Hetzer, 4:40.20
7. KOR Yoo-Sun Nam, 4:50.35
8. GRE Vasiliki Angelopoulou, 4:50.85

### 4x100 m livre feminino
| Pos. | País           | Atletas                                                        |
| ---- | -------------- | -------------------------------------------------------------- |
|      | Austrália      | Alice Mills Libby Lenton Petria Thomas Jodie Henry             |
|      | Estados Unidos | Kara Lynn Joyce Natalie Coughlin Amanda Weir Jennifer Thompson |
|      | Países Baixos  | Chantal Groot Inge Dekker Marleen Veldhuis Inge de Bruijn      |

Final:
1. Austrália (Alice Mills, Libby Lenton, Petria Thomas, Jodie Henry), 3:35.94 (WR)
2. Estados Unidos (Kara Lynn Joyce, Natalie Coughlin, Amanda Weir, Jenny Thompson), 3:36.39 (AM)
3. Países Baixos (Chantal Groot, Inge Dekker, Marleen Veldhuis, Inge de Bruijn), 3:37.59
4. Alemanha (Antje Buschschulte, Petra Dallmann, Daniela Gotz, Franziska van Almsick), 3:37.94
5. França (Solenne Figues, Celine Couderc, Aurore Mongel, Malia Metella), 3:40.23
6. Reino Unido (Melanie Marshall, Kathryn Evans, Karen Pickering, Lisa Chapman), 3:40.82
7. Suécia (Josefin Lillhage, Johanna Sjoberg, Therese Alshammar, Anna-Karin Kammerling), 3:41.22
8. China (Jiaru Cheng, Yanwei Xu, Yu Yang, Yingwen Zhu), 3:42.90

### 4x200 m livre feminino
| Pos. | País           | Atletas                                                                   |
| ---- | -------------- | ------------------------------------------------------------------------- |
|      | Estados Unidos | Natalie Coughlin Carly Piper Dana Vollmer Kaitlin Sandeno                 |
|      | China          | Yingwen Zhu Yanwei Xu Yu Yang Jiaying Pang                                |
|      | Alemanha       | Franziska van Almsick Petra Dallmann Antje Buschschulte Hannah Stockbauer |

Final:
1. Estados Unidos (Natalie Coughlin, Carly Piper, Dana Vollmer, Kaitlin Sandeno), 7:53.42 (WR)
2. China (Yingwen Zhu, Yanwei Xu, Yu Yang, Jiaying Pang), 7:55.97
3. Alemanha (Franziska van Almsick, Petra Dallmann, Antje Buschschulte, Hannah Stockbauer), 7:57.35
4. Austrália (Alice Mills, Elka Graham, Shayne Reese, Petria Thomas), 7:57.40
5. Reino Unido (Melanie Marshall, Georgina Lee, Caitlin McClatchey, Karen Pickering), 7:59.11
6. Espanha (Tatiana Rouba, Melissa Caballero, Arantxa Ramos, Erika Villaecija), 8:02.11
7. Brasil (Joanna Maranhão, Monique Ferreira, Mariana Brochado, Paula Baracho), 8:05.29
8. Suécia (Josefin Lillhage, Ida Mattsson, Malin Svahnström, Lotta Wanberg), 8:08.34

### 4x100 m medley feminino
| Pos. | País           | Atletas                                                           |
| ---- | -------------- | ----------------------------------------------------------------- |
|      | Austrália      | Giaan Rooney Leisel Jones Petria Thomas Jodie Henry               |
|      | Estados Unidos | Natalie Coughlin Amanda Beard Jenny Thompson Kara Lynn Joyce      |
|      | Alemanha       | Antje Buschschulte Sarah Poewe Franziska van Almsick Daniela Gotz |

Final:
1. Austrália (Giaan Rooney, Leisel Jones, Petria Thomas, Jodie Henry), 3:57.32
2. Estados Unidos (Natalie Coughlin, Amanda Beard, Jenny Thompson, Kara Lynn Joyce), 3:59.12
3. Alemanha (Antje Buschschulte, Sarah Poewe, Franziska van Almsick, Daniela Gotz), 4:00.72
4. China (Shu Zhan, Hui Qi, Yafei Zhou, Yingwen Zhu),  4:03.35
5. Japão (Noriko Inada, Masami Tanaka, Junko Onishi, Tomoko Nagai), 4:04.83
6. Países Baixos (Stefanie Luiken, Madelon Baans, Chantal Groot, Marleen Veldhuis), 4:07.36
7. Espanha (Nina Zhivanevskaya, Sara Perez, María Pelaez, Tatiana Rouba), 4:07.61

-  Reino Unido (Sarah Price, Kirsty Balfour, Georgina Lee, Melanie Marshall), DSQ

## Quadro de medalhas da natação
| Pos. | País              | Ouro | Prata | Bronze | Total |
| 1    | Estados Unidos    | 12   | 9     | 7      | 28    |
| 2    | Austrália         | 7    | 5     | 3      | 15    |
| 3    | Japão             | 3    | 1     | 4      | 8     |
| 4    | Países Baixos     | 2    | 3     | 2      | 7     |
| 5    | Ucrânia           | 2    | 0     | 1      | 3     |
| 6    | França            | 1    | 2     | 3      | 6     |
| 7    | Polónia           | 1    | 2     | 0      | 3     |
| 8    | África do Sul     | 1    | 1     | 1      | 3     |
| 8    | Zimbabwe          | 1    | 1     | 1      | 3     |
| 10   | China             | 1    | 1     | 0      | 2     |
| 11   | Roménia           | 1    | 0     | 1      | 2     |
| 12   | Áustria           | 0    | 2     | 0      | 2     |
| 13   | Alemanha          | 0    | 1     | 4      | 5     |
| 14   | Hungria           | 0    | 1     | 1      | 2     |
| 14   | Itália            | 0    | 1     | 1      | 2     |
| 16   | Croácia           | 0    | 1     | 0      | 1     |
| 16   | Rússia            | 0    | 1     | 0      | 1     |
| 18   | Reino Unido       | 0    | 0     | 2      | 2     |
| 19   | Argentina         | 0    | 0     | 1      | 1     |
| 19   | Trinidad e Tobago | 0    | 0     | 1      | 1     |

## Siglas
- RM = Recorde mundial
- RO = Recorde olímpico
- AF = Recorde africano
- AM = Recorde americano
- AS = Recorde asiático
- RE = Recorde europeu
- RN = Recorde nacional